# Brunhuvad mås
Brunhuvad mås (Chroicocephalus brunnicephalus) är en bergshäckande asiatisk fågel i familjen måsfåglar inom ordningen vadarfåglar.

## Utseende
Brunhuvad mås är mycket lik skrattmåsen, men är något större (41-45 centimeter), har bredare näbb och mer rundade vingar. Vuxen fågel har brett med svart på vingspetsen och en vit fläck på yttre vingpennor. Undersidan av vingen är mörkare än skrattmåsens. Ögonirisen är gul, medan skrattmåsens är brun. I häckningsdräkt är huvan blekare brun.

## Läte
Bland lätena hörs skrovliga "keear" eller "geek", både djupare och grövre än skrattmåsens läte. Även högljudda ylande "ko-yek ko-yek".

## Utbredning och systematik
Brunhuvad mås häckar i bergstrakter i södra och centrala Asien, från Turkestan i väster, sydvästra Gansu i Kina i öster samt i söder Pamir och Tibet. Den övervintrar utmed med kusten i Indien, norra Sri Lanka och Sydostasien och sparsamt västerut från Indien till Arabiska halvön.

### Släktestillhörighet
Länge placerades merparten av måsarna och trutarna i släktet Larus. Genetiska studier visar dock att arterna i Larus inte är varandras närmaste släktingar. Pons m.fl. (2005) föreslog att Larus bryts upp i ett antal mindre släkten, varvid brunhuvad mås placerades i Chroicocephalus. Brittiska British Ornithologists’s Union (BOU) följde efter 2007, amerikanska  American Ornithologists' Union (AOU) i juli 2007 och Sveriges ornitologiska förening 2010. Även de världsledande auktoriteterna Clements m.fl. och International Ornithological Congress IOU har implementerat rekommendationerna in sin taxonomi, dock ännu ej BirdLife International.

## Ekologi
Brunhuvad mås häckar vid stora höglänta sjöar eller i närliggande våtmarker. Vintertid påträffas den i kusttrakter och vid floder. Den häckar från maj även om sjöarna fortfarande i frusna, i kolonier med femtio till flera tusen individer, ofta nära fisktärnor. Den lägger ett till fyra ägg, oftast tre. Hur länge den ruvar är okänt.
Brunhuvad mås lever av fisk och räkor vintertid och har en varierande diet av bland annat gnagare och mask under häckningssäsong.

## Status och hot
Arten har ett stort utbredningsområde och en stor population med stabil utveckling. Utifrån dessa kriterier kategoriserar IUCN arten som livskraftig (LC).

## Bilder

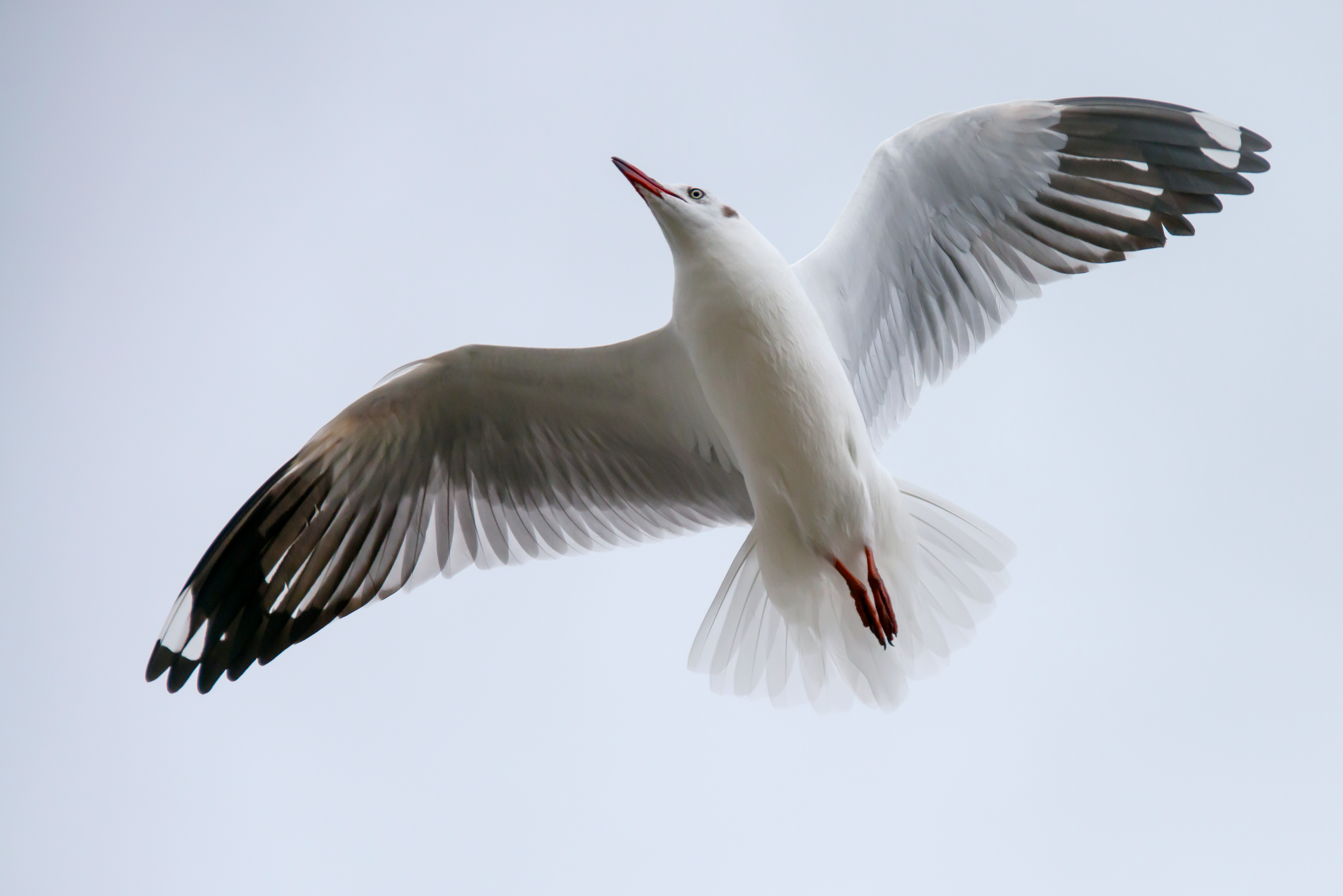
Vinterdräkt
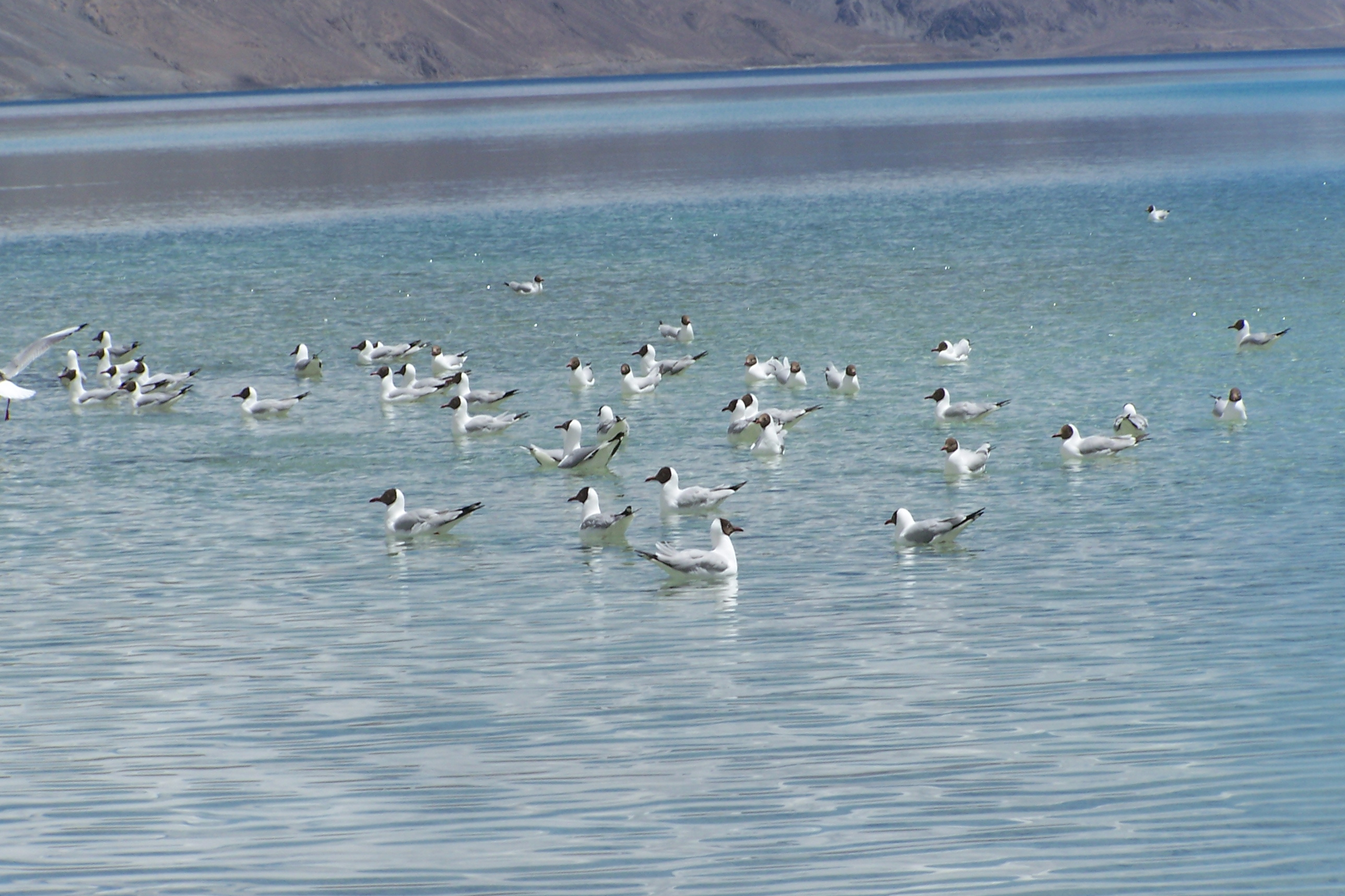
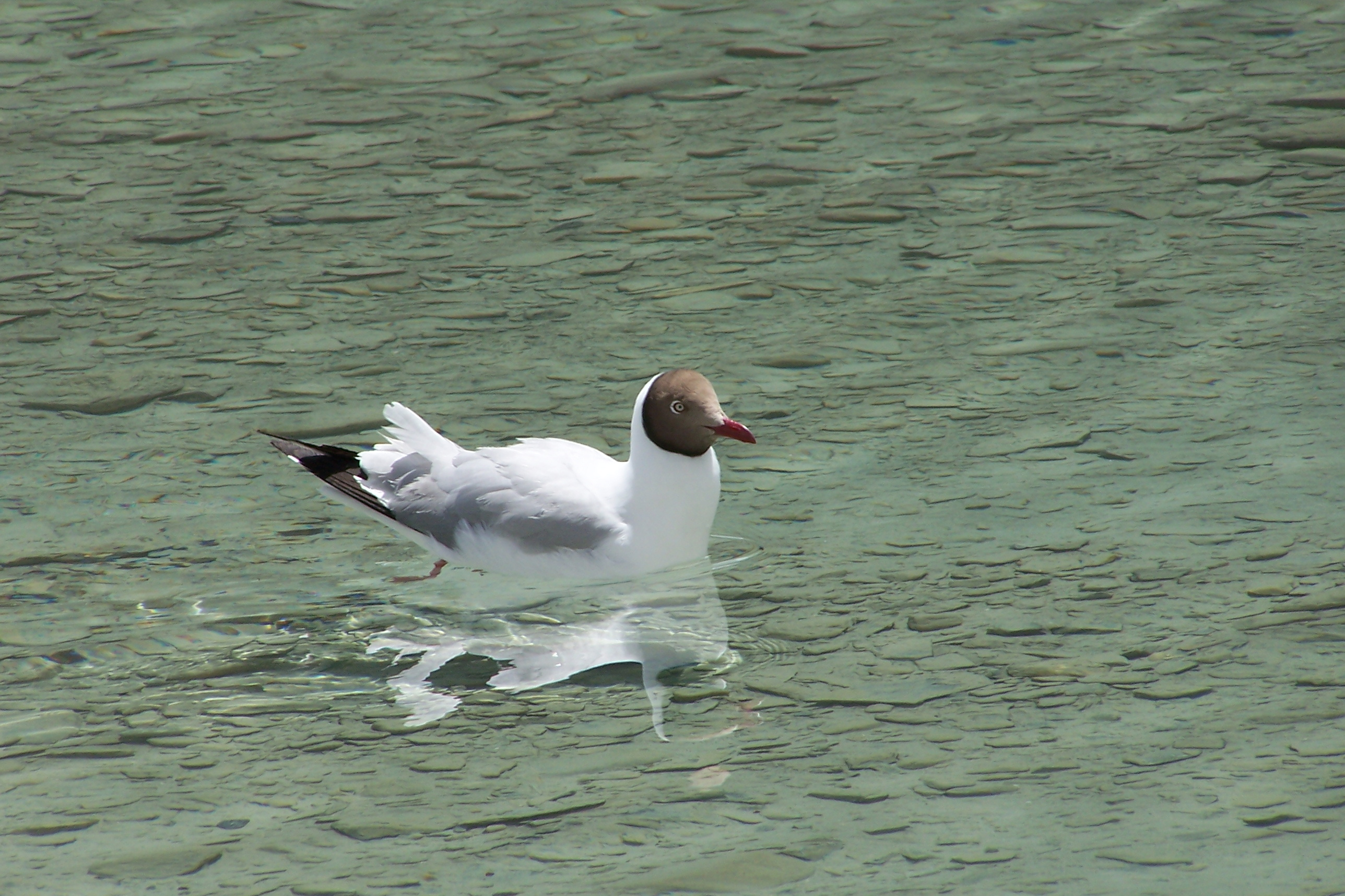
Sommardräkt